# Humberto Fernández-Morán
Humberto Fernández-Morán Villalobos (18 de fevereiro de 1924 – 17 de março de 1999) foi um cientista de pesquisa venezuelano nascido em Maracaibo, Venezuela, conhecido por inventar a lâmina de diamante ou bisturi, avançando significativamente o desenvolvimento de lentes eletromagnéticas para microscopia eletrônica baseada em tecnologia supercondutora, e muitas outras contribuições científicas.

## Carreira
Fernández-Morán fundou o Instituto Venezuelano de Estudos Neurológicos e Cerebrais, precursor do atual Instituto Venezuelano de Pesquisa Científica (IVIC). Estudou medicina na Universidade de Munique, onde se formou summa cum laude em 1944. Contribuiu para o desenvolvimento do microscópio eletrônico e foi a primeira pessoa a usar o conceito de crioultramicrotomia. Depois de sobrevoar o Salto Angel em seu país natal, Venezuela, foi inspirado pelo conceito do sistema de fluxo recorrente suave inerente a uma cachoeira para levar sua invenção de lâmina de diamante e combiná-la com um ultramicrotomo para melhorar dramaticamente a seção ultrafina de amostras de microscopia eletrônica. O ultramicrotomo avança a amostra montada em um tambor rotativo em pequenos incrementos (utilizando o coeficiente de expansão térmica muito baixo do Invar) passando pela lâmina de diamante estacionária, possibilitando espessuras de corte de várias unidades de Angstrom. Ele também ajudou a avançar o campo da criomicroscopia eletrônica - o uso de lentes eletromagnéticas supercondutoras resfriadas com hélio líquido em microscópios eletrônicos para alcançar a resolução mais alta possível - entre muitos outros tópicos de pesquisa.
Fernández-Morán foi encarregado em 1957 com a supervisão do primeiro reator nuclear de pesquisa venezuelano, o reator nuclear RV-1, um dos primeiros na América Latina.
Foi nomeado Ministro da Educação durante o último ano do regime de Marcos Pérez Jiménez e foi forçado a deixar a Venezuela quando a ditadura foi derrubada em 1958. Trabalhou com a NASA para o Projeto Apollo e lecionou em muitas universidades, como MIT, Universidade de Chicago e a Universidade de Estocolmo.
Doou uma coleção de seus trabalhos para a Biblioteca Nacional de Medicina em 1986.

## Pesquisas científicas
Em 1955, ele patenteou o bisturi de ponta de diamante e, em 1959, contribuiu para o uso da criofixação e técnicas de preparação de baixa temperatura usando hélio II, aplicando-as ao estudo da ultraestrutura de tecidos. Também fez importantes contribuições ao conhecimento da estrutura do nervo.
Em 1960, ele propôs, pela primeira vez, observar diretamente amostras congeladas hidratadas (frozen-hydrated), construindo o primeiro criomicroscópio eletrônico e o primeiro criosuporte de amostra, introduzindo assim o conceito de criomicroscopia eletrônica. Ele foi reconhecido pela Universidade de Harvard na lista dos 100 estudiosos que mais contribuíram para o desenvolvimento científico do século passado. Em 1970, foi contratado pela NASA para trabalhar no Projeto Apollo no campo da análise físico-química das rochas lunares.
O Dr. Fernández apresentou no I Congresso Venezuelano e Latino-Americano de Neurociências (Maracaibo 1979) os avanços nas pesquisas sobre a organização molecular das membranas celulares analisadas com a técnica proposta.
Em 1998, o IVIC criou o Centro de Biologia Estrutural Humberto Fernández com o objetivo de interpretar fenômenos biológicos em um nível molecular através de uma ampla gama de estudos da estrutura de proteínas, ácidos nucleicos, membranas, organelas e vírus, usando técnicas como criomicroscopia eletrônica, processamento digital de imagens, ressonância magnética nuclear, difração de raios-X de pequeno ângulo e cristalografia de raios-X.

### Reconhecimentos
- Título de cavaleiro da Ordem da Estrela Polar, concedido pelo rei da Suécia.

- Medalha Claude Bernard, concedida pela Universidade de Montreal.

- Prêmio Médico do Ano, concedido pela Universidade de Cambridge.

- Medalha John Scott 1967

- Reconhecimento especial concedido pela NASA no décimo aniversário do programa Apollo.

- Centro de Biologia Estrutural Humberto Fernández do IVIC.

- Escola Estadual Básica "Humberto Fernández" em Maracaibo.

- (196476) Humfernandez: asteroide do cinturão principal em homenagem a Humberto Fernández, descoberto em 2 de maio de 2003 pelos astrônomos Ignacio Ferrín e Carlos Leal no Observatório Astronômico Nacional de Llano del Hato, localizado na Cordilheira de Mérida, Venezuela.

## Vida pessoal
Sua esposa, Anna, era sueca e juntos tiveram duas filhas, Brigida Elena e Verónica.
O corpo de Humberto Fernández-Morán foi cremado e suas cinzas repousam hoje no Cemitério Praça Luxburg-Carolath em sua cidade natal, Maracaibo.

## Invenções
- Lâmina de diamante[5][6]
- Ultra microtomo

## Prêmios e honrarias
- 1967, o Prêmio John Scott, por sua invenção do bisturi de diamante.[7]
- Cavaleiro da Ordem da Estrela Polar
- Medalha Claude Bernard, Universidade de Montreal
- Prêmio Médico Anual de Cambridge